# Kyle Downes
Kyle Downes (Summertown, Tennessee, 18 de marzo de 1983) es un actor canadiense-estadounidense, conocido por su papel recurrente como Larry Tudgeman en la serie original de Disney Channel Lizzie McGuire y su caracterización de Ezra Friedken en Higher Ground. Sus otros créditos como actor en televisión incluyen Are You Afraid of the Dark?, Boston Public, CSI: Miami, The Famous Jett Jackson, The L World, Goosebumps y La Femme Nikita.